# Villa romaine de La Olmeda
La villa romaine de La Olmeda est une villa rustica située dans la commune espagnole de Pedrosa de la Vega, dans la province de Palencia, communauté autonome de Castille-et-León. Le site a été déclaré bien d'intérêt culturel le 3 avril 1996. Il recouvre deux phases chronologiques : d'une part une villa du Ier siècle, qui s'est maintenue jusqu'à la fin du IIIe siècle, et d'autre part la reconstruction de cette villa au IVe siècle, jusqu'à ce qu'elle soit détruite et abandonnée au VIe siècle.

## Présentation
Les vestiges ont été découverts en 1968 lors de travaux sur un terrain appartenant à Javier Cortes. Des fouilles privées furent tentées jusqu'en 1980, puis furent prises en charge par le gouvernement provincial de Palencia. Une fondation fut créée pour la gestion du site, ouvert au public en 1984. Un nouveau bâtiment des architectes Paredes et Pedrosa fut inauguré en avril 2009 (prix Europa Nostra).

Plan de la villa romaine de La Olmeda

Le bâtiment principal de la villa est un carré avec quatre tours d'angle de plan octogonal sur la façade sud, et de plan carré au nord. Au centre se trouve une cour qui était à l'origine avec péristyle, mais plus tard les colonnes sur le côté sud ont été remplacées par une arcade de briques et les autres côtés ont été fermés par des murs. Les bains, reliés au logement par un couloir, comportent deux parties : d'abord une grande salle circulaire, dont l'usage est inconnu, puis les vestiaires, à travers lesquels on accède aux différentes salles de bains : frigidarium, tepidarium et caldarium. L'ensemble couvre 4400 m2. On a aussi trouvé sur le site trois nécropoles, avec plus de 700 tombes de différentes époques et un abondant matériel archéologique grâce aux trousseaux funéraires.
Sur le plan ci-dessus, on distingue : 
- les Bains (B) à gauche,
- la villa (V) à droite,
- En rose, les mosaïques en opus tessellatum,
- En bleu, l'opus signinum,
- En jaune, les sols en terre battue,
- En vert, la cour centrale.

Le principal intérêt de la villa est dans les magnifiques mosaïques pavant les sols sur plus de 1400 m2, un ensemble parmi les plus importants d'Espagne. La pièce d'apparat est l'oecus, le salon (V14 sur le plan, à droite de la cour).

### Sources
- (es) Cet article est partiellement ou en totalité issu de l’article de Wikipédia en espagnol intitulé « Villa romana La Olmeda » (voir la liste des auteurs).